# NGC 2851
NGC 2851 في الفهرس العام الجديد، هي مجرة، تقع في كوكبة الشجاع. اكتشفت في 27 فبراير 1886 بواسطة لويس سويفت.

## روابط خارجية
- NGC 2851 على موقع ويكي سكاي: DSS2, SDSS, GALEX, IRAS, Hydrogen α, X-Ray, Astrophoto, Sky Map, Articles and images